# Divje babe
Divje babe je krasový jeskynní komplex ve Slovinsku. Je tvořen dvojicí jeskyní o celkové délce 45 metrů a šířce 15 metrů, nadmořská výška vchodu do jeskyně činí 450 m. Nachází se na území občiny Cerkno v Gorickém regionu, nedaleko protéká řeka Idrijca. Jeskyně je pojmenována podle divoženek, které zde podle místní tradice žily.
V roce 1978 byl zahájen archeologický výzkum jeskyně pod vedením Mitji Brodara a bylo zde objeveno množství dokladů o životě pravěkých lidí. Nejpopulárnějším artefaktem je úlomek podélně proděravělé stehenní kosti medvěda jeskynního, který byl nalezen v roce 1995 a je uložen v Slovinském národním muzeu v Lublani. Na základě výzkumu byla kost označena za pozůstatek flétny vyrobené zhruba před padesáti tisíci lety, kdy oblast obývali neandertálci. Mohla by tak být nejstarším známým hudebním nástrojem na světě, existuje však studie, podle níž otvory v kosti nevytvořil člověk, ale jde o stopy hyeních zubů.